# گوجه انگورکی
گوجه انگورکی (نام علمی: Solanum pimpinellifolium) نام یک گونه از سرده بادنجان است.